# Wanda Półtawska

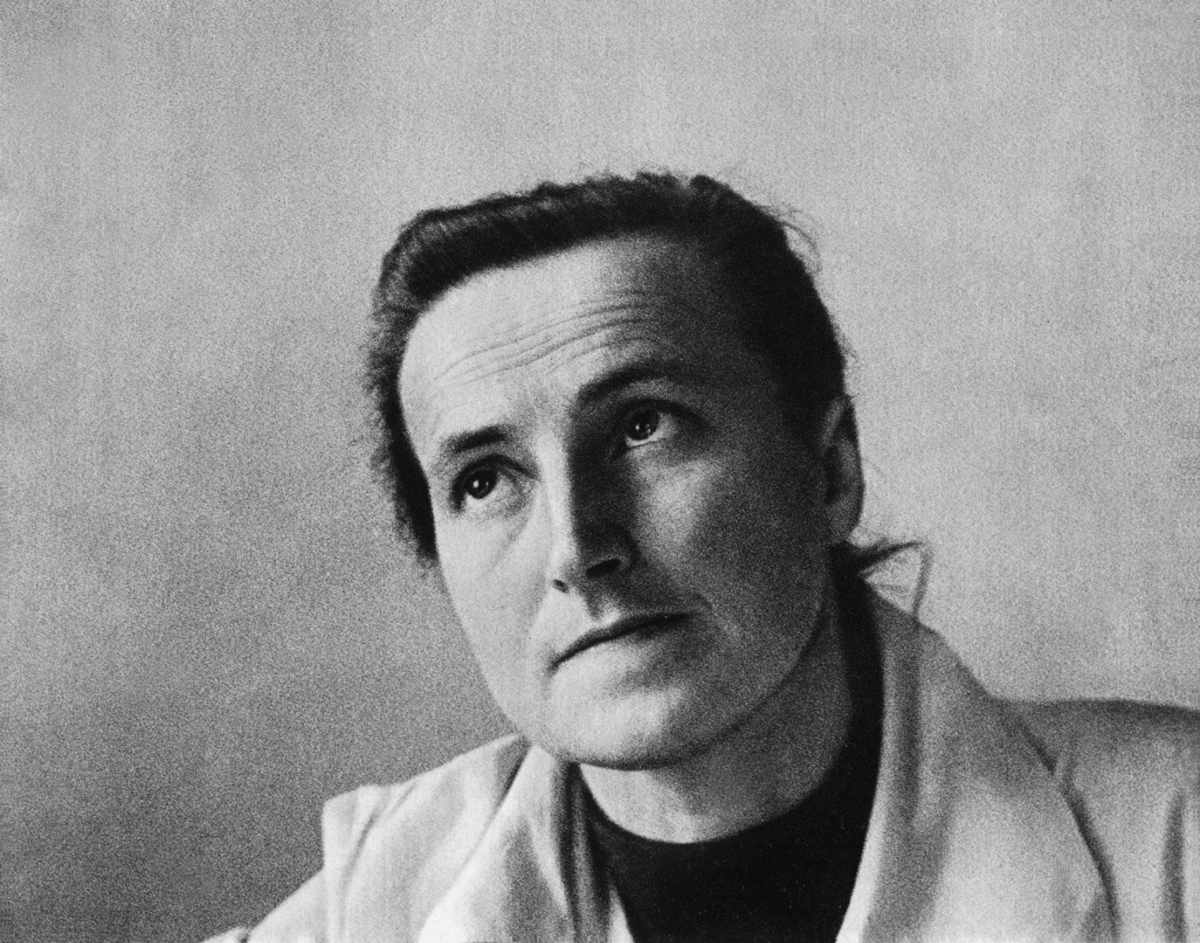
Wanda Półtawska (1963)

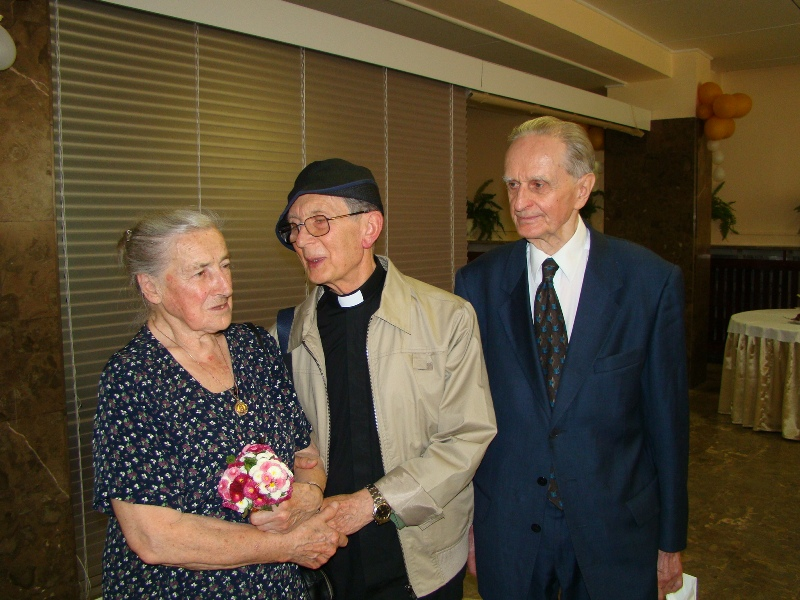
Wanda Półtawska mit ihrem Ehemann Andrzej Pòłtawski (rechts) und Tadeusz Styczeń (Mitte) bei der Verleihung ihrer Ehrendoktorwürde an der Katholischen Universität Lublin am 9. Juni 2008

Wanda Wiktoria Półtawska, geb. Wojtasik (* 2. November 1921 in Lublin; † 24. Oktober 2023 in Krakau) war eine polnische Psychiaterin, Widerstandskämpferin und KZ-Überlebende.

## Leben
Die 1921 geborene Półtawska besuchte in ihrer Heimat bis zum Einmarsch der deutschen Wehrmacht im September 1939 die Schule der Ursulinen-Schwestern. Nach der Besetzung Polens musste sie die Schule abbrechen. Sie wurde als junges Mädchen Mitglied einer Pfadfindergruppe, die später verbotene Aktivitäten gegen die Deutschen organisierte. Die Aktivitäten der Pfadfinder wurden nach Kriegsbeginn in Organisationen des Widerstands eingestuft. „Bereits im November 1939 legte ich bei der Leiterin der Pfadfinderorganisation den Eid ab, dass ich das Vaterland verteidigen werde und bereit bin, dafür zu sterben.“ Von da an war sie Kurierin eines Obersten der Widerstandsbewegung und überbrachte Nachrichten, Geld, Waffen sowie andere illegale Materialien. Im Februar 1941 wurde sie von der Gestapo verhaftet und sechs Monate im Gefängnis im Lubliner Schloss festgehalten.
Im September 1941 kam Wanda Półtawska mit einem Sondertransport in das KZ Ravensbrück, wo sie schwere Zwangsarbeit leisten musste. Zugleich wurden an ihr und einigen weiteren Frauen medizinische Experimente durchgeführt. Im März 1943 demonstrierte sie mit einigen Frauen gegen weitere Operationen und hatte auch kurzzeitig Erfolg. Nach einiger Zeit wurden die Frauen aber erneut zu Operationen kommandiert. Als sie sich weigerten, ins Krankenhaus zu kommen, wurden sie im Bunker eingesperrt und dort zwangsweise operiert. Im KZ Ravensbrück waren folgende Lagerärzte tätig: Herta Oberheuser, Rolf Rosenthal, Karl Gebhardt und Fritz Ernst Fischer. Alle wurden nach dem Kriegsende verurteilt.
Anfang 1945 erreichte die Frauen die Nachricht, dass sie alle erschossen werden sollten, aber etliche Frauen, unter ihnen Półtawska, konnten untertauchen. Zusammen mit ihrer besten Freundin Krysia gelang es Półtawska, sich mit falschen Häftlingsnummern in einen Gefangenentransport in das Außenlager Neustadt-Glewe in Mecklenburg zu schmuggeln. In Mecklenburg im Außenlager Neustadt-Glewe waren sie ebenfalls sehr schlechter Behandlung unterworfen. Am 7. Mai 1945 wurden die im Konzentrationslager Gefangenen befreit und Półtawska kehrte mit vielen anderen Frauen zurück nach Polen.

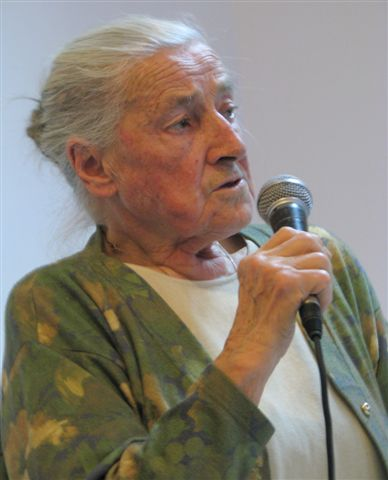
Wanda Półtawska (2009)

Seit 1947 war Półtawska mit dem Teilnehmer des Warschauer Aufstands und nach dem Krieg Krakauer Philosophen Andrzej  Półtawski verheiratet; sie hatte vier Töchter. An der Jagiellonen-Universität in Krakau studierte sie ab 1951 Medizin und Psychologie, spezialisierte sich auf Psychiatrie und schloss 1964 mit einer Promotion in Psychiatrie ab. Die Erlebnisse in den Lagern schilderte sie in ihrem Buch Und ich fürchte meine Träume, das 1961 erschien. Im Jahr 2006 wurde Wanda Półtawska mit dem Eugen-Bolz-Preis geehrt. Am 9. Juni 2008 verlieh ihr die Katholische Universität Lublin die Ehrendoktorwürde. Sie war in katholischen Organisationen Polens und als Pastoralmedizinerin aktiv.
Półtawska führte 50 Jahre lang eine intensive Korrespondenz mit Karol Wojtyła, der sie als seine Schwester bezeichnete – vor und nach seiner Papstwahl. Diese Korrespondenz wurde als Beweismaterial im Beatifikationsprozess des verstorbenen Papstes berücksichtigt. Wanda Półtawska erkrankte 1962 an Darmkrebs. Karol Wojtyła, seinerzeit Weihbischof von Krakau, wandte sich daraufhin von Rom aus in einem per Boten überbrachten Brief vom 17. November 1962 an Pater Pio und ersuchte ihn um besondere Fürsprache für Półtawska. Sie soll plötzlich am 21. November 1962 – noch vor einer geplanten Operation – geheilt gewesen sein. Als Papst Johannes Paul II. am 2. April 2005 starb, gehörte Wanda Półtawska zu den wenigen engen Vertrauten an seinem Sterbebett.
Sie starb im Oktober 2023 nur wenige Tage vor ihrem 102. Geburtstag in Krakau.

## Weitere Auszeichnungen und Ehrungen
- Orden des Weißen Adlers (2016)[1]

## Werke
- I boję się snów
  - Deutsche Ausgabe: Wanda Półtawska: Und ich fürchte meine Träume. 1961, ISBN 3-87442-044-2.
- Samo życie
- Z prądem i pod prąd
- Jestem odpowiedzialny za swój kwiat
- Die »Kinder von Auschwitz«. Das Syndrom der paroxysmalen Hypermnesie. In: Carola Sachse (Hg.): Die Verbindung nach Auschwitz. Biowissenschaften und Menschenversuche an Kaiser-Wilhelm-Instituten. Dokumentation eines Symposiums (= Geschichte der Kaiser-Wilhelm-Gesellschaft im Nationalsozialismus, Band 6). Wallstein-Verlag, Göttingen 2003, ISBN 3-89244-699-7, S. 285–305.